# Arnage
Arnage is een gemeente in het Franse departement Sarthe (regio Pays de la Loire). De plaats maakt deel uit van het arrondissement Le Mans. Arnage telde op 1 januari 2022 5.463 inwoners.
De gemeente werd opgericht in 1853 uit delen van de gemeenten Pontlieue, Spay et Moncé-en-Belin en telde toen ongeveer 800 inwoners. Voordien was Arnage een gehucht van de gemeente Pontlieue en economisch afhankelijk van het wegverkeer naar Le Mans en het vervoer over water op de Sarthe.
De kerk van Saint-Gilles gaat terug tot de 12e eeuw. De kerk werd sterk verbouwd tijdens de 19e eeuw.

## Geografie
De oppervlakte van Arnage bedroeg op 1 januari 2022 10,76 vierkante kilometer; de bevolkingsdichtheid was toen 507,7 inwoners per km². De Sarthe vormt de westelijke grens van de gemeente. 
De onderstaande kaart toont de ligging van Arnage met de belangrijkste infrastructuur en aangrenzende gemeenten.

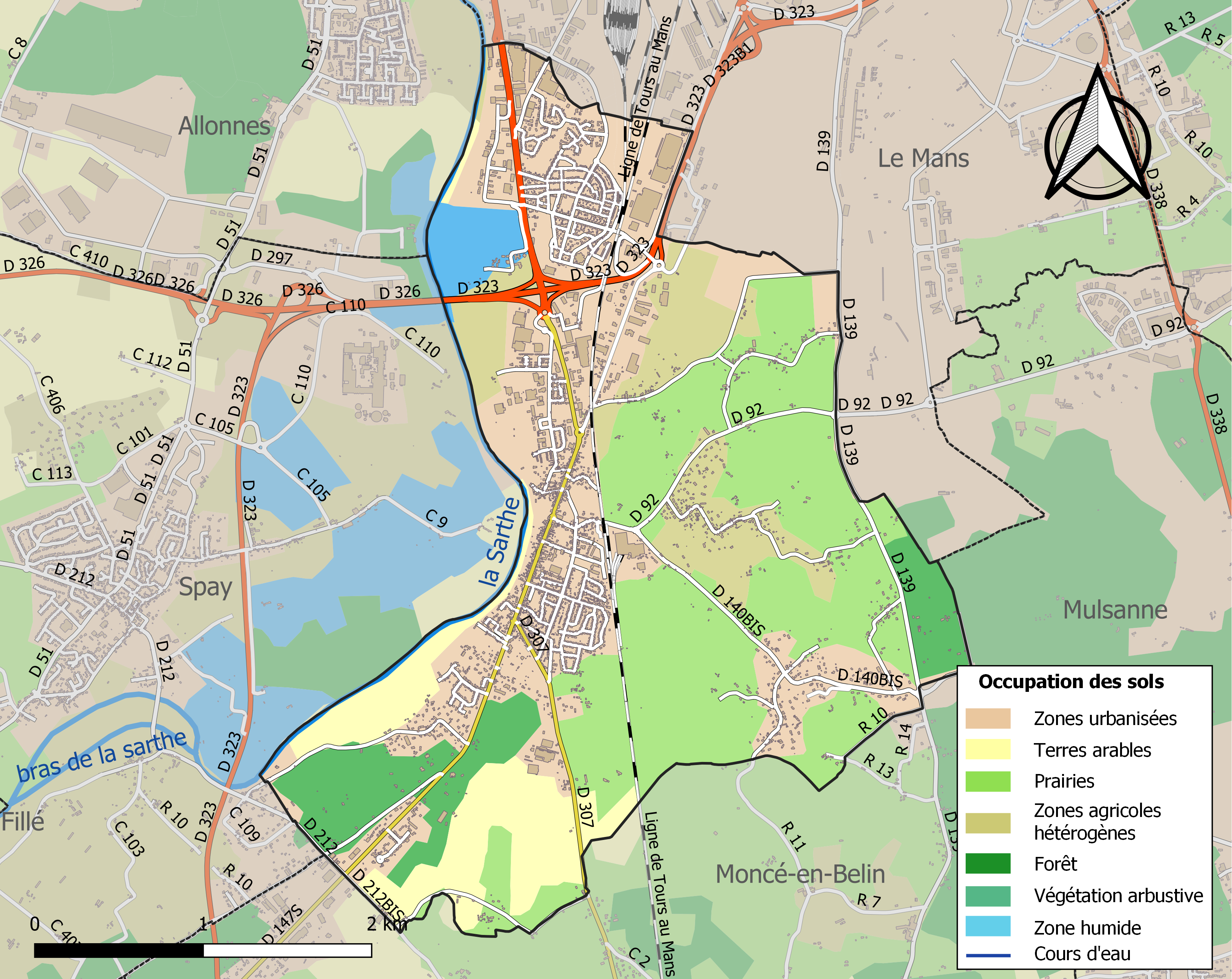

## Demografie
Onderstaande figuur toont het verloop van het inwonertal (bron: INSEE-tellingen).

## Trivia
Eén van de bochten in het Circuit de la Sarthe, waarop de 24 uur van Le Mans gereden wordt, is naar Arnage genoemd. Een model Bentley is weer naar deze bocht genoemd.  